# کتلر
کتلر، روستایی است از توابع بخش مرکزی شهرستان قوچان در استان خراسان رضوی ایران.

## جمعیت
این روستا در دهستان سودلانه قرار داشته و بر اساس سرشماری سال 1390 جمعیّت آن 163 نفر (49 خانوار)
بوده است. 